# Josetty Hurtado
Josetty Andrea Hurtado Huayta (Distrito de Jesús María, 6 de enero de 1988) es una actriz, bailarina e influencer peruana que cuenta con nacionalidad estadounidense. Se hizo conocida por actuar en la popular comedia de televisión Mi amor, el wachimán, producida por el canal América Televisión.
Es hija del presentador, comediante Andrés Hurtado, participó también en el programa televisivo de baile El gran show.

## Carrera
Josetty comenzó a trabajar como actriz desde los 6 años, cuando debutó en la obra de teatro La sirenita en el Teatro Mocha Graña. Otras producciones teatrales siguieron, incluyendo el musical Annie. A los 11 años de edad, se le ofreció en su primer trabajo fílmico en el cortometraje Qué será de mí. Ella, además, participó junto a su padre Andrés Hurtado, conocido como «Chibolín», durante cuatro temporadas en el circo de Montecarlo.
Luego de varias representaciones teatrales y musicales, fue seleccionada en 2013 para un rol en la serie de televisión Mi amor, el wachimán. Allí, tuvo uno de los roles principales durante la segunda y tercera temporada. Luego, Josetty se sumó al programa de baile El gran show durante 2013. También fue parte de otro reality como Verano extremo, que fue emitido en Latina Televisión como participante oficial nueva en 2016. Después de completar dichos proyectos televisivos, Hurtado se trasladó a la ciudad de Nueva York para completar sus estudios en la Academia de Cine.
También fue participante del reality de competencias Reto de campeones que fue emitido en Latina Televisión, la cual abandonó por motivos familiares y una lesión.
Desde finales de 2016 hasta hoy en día, desempeña como influencer y tiene un canal oficial de Youtube donde comparte tutoriales de maquillaje. Uno de los más conocidos consiste en imitar al personaje de Betty Pinzón, de la telenovela Yo soy Betty, la fea. También es colaboradora de marcas como Barbie y Disney. Para 2023 trabaja con 60 marcas del rubro de la moda. Para 2024, vivía en Los Ángeles y compartía contenido sobre su lujoso estilo de vida, mientras recibía la nacionalidad estadounidense.

## Controversia sobre su faceta deinfluencer
En 2024, la edición local de la revista Cosas la acusó de ofrecer su imagen en la portada y varias páginas a cambio de una cantidad económica. La revista optó por descartar su presencia porque «no estaba bien» en un reportaje que finalmente eliminó. En este reportaje, señaló que Josetty intentaba ser un referente de «lifestyle» en los Estados Unidos y que ya había promocionado su imagen en el programa de espectáculos Magaly TV, la firme.
Jessica Newton, involucrada en el informe, negó haber participado en las negociaciones con la revista Cosas para promocionar la imagen de la influencer. Por su parte, la conductora del programa de espectáculos Magaly TV, Magaly Medina, confirmó que grabó la vida glamurosa de Josetty porque la considera como tal.
En el mismo año, el dominical Panorama cuestionó el origen del dinero para cubrir los lujos que mostraba en sus vídeos de redes sociales. El dominical afirmó que, en sus inicios, era propietaria de Peruvian Beatz Inc, una empresa formalmente registrada en el estado de Florida hace varios años y que se encuentra inactiva. Desde entonces, no se han presentado informes financieros tras el abandono de la empresa, lo cual ha motivado la intervención del Ministerio Público de Perú para investigar a fondo sus finanzas.

## Filmografía

### Películas
| Año  | Título         | Papel  | Notas        |
| ---- | -------------- | ------ | ------------ |
| 2013 | Qué será de mi | Ángela | Cortometraje |

### Series de televisión
| Año     | Título               | Papel               | Notas         |
| ------- | -------------------- | ------------------- | ------------- |
| 2013-14 | Mi amor, el wachimán | Perla Cordero Calvo | Principal     |
| 2013-14 | Cholo Powers         | Samantha            | Rol principal |

### Programas de televisión
| Año  | Título               | Papel      | Notas                              |
| ---- | -------------------- | ---------- | ---------------------------------- |
| 2013 | El Gran Show         | Ella misma | Competencia de baile. Cuarto lugar |
| 2016 | Verano extremo       | Ella misma | Competencia física                 |
| 2016 | Reto de campeones    | Ella misma | Competencia de educación física    |
| 2024 | El gran chef famosos | Ella misma | Sexta temporada                    |